# Phare du Cap Touriñán
Le phare du Cap Touriñan est un phare situé sur le Cap Touriñan, au milieu de la Côte de la Mort sur la commune de Muxía, dans la province de La Corogne (Galice en Espagne).
Il est géré par l'autorité portuaire de La Corogne.

## Histoire
Le premier phare a été mis en service en 1898. C'est une petite tour avec lanterne et galerie centrée sur le toit d'une maison carrée de gardien d'un étage. Il est le point le plus à l'ouest de l'Espagne, à environ 2.1 km à l'ouest du Cap Finisterre.
Il a été remplacé, en 1981, par un second phare. C'est une tour cylindrique blanche en béton de 14 m de haut, avec lanterne et galerie double, construite devant l'ancien phare. Il fait partie d'une série de phares modernes de conception standardisée depuis années 1970.
Identifiant : ARLHS : SPA049 ; ES-03880 - Amirauté : D1740 - NGA : 2660.
|         |
| Panneau |

|                  |
| Le phare la nuit |

### Lien connexe
- Liste des phares d'Espagne